# Agencja Wydawniczo-Reklamowa Skarpa Warszawska
Agencja Wydawniczo-Reklamowa Skarpa Warszawska – wydawnictwo założone w styczniu 2012 przez prawnika Rafała Bielskiego z siedzibą w Warszawie.

## Historia
Wydawnictwo Skarpa Warszawska jest wydawcą takich magazynów jak miesięcznik historyczno-kulturalny „Skarpa Warszawska”, magazyn literacko-kryminalny „Pocisk” i magazyn historyczny „Historia bez Tajemnic”. Wcześniej wydawało również dwutygodnik „Rytm Warszawy”, magazyn o tematyce fantasy „Fantom” oraz czasopismo o tematyce motoryzacyjnej „Auto Moto Technika”. 
Od 2016 wydawnictwo zajmuje się również wydawaniem książek – powieści, literatury dziecięcej, publikacji popularnonaukowych i albumów. Obecnie (stan na 2021) Skarpa Warszawska wydaje rocznie siedemdziesiąt nowych książek. W 2018 wydane przez Skarpę Warszawską książki Od wielkich idei do wielkiej płyty. Burzliwe dzieje warszawskiej architektury Grzegorza Miki i Podchmielona historia Warszawy Piotra Wierzbickiego otrzymały Nagrodę KLIO w kategorii varsaviana, a w 2019 wydawnictwo otrzymało nagrodę w kategorii edytorskiej za książkę Niepodległa Warszawa w obiektywie Zdzisława Marcinkowskiego. W 2020 książka Jakuba Jastrzębskiego Sto lat warszawskiego metra zdobyła z kolei Nagrodę Stowarzyszenia Autorów ZAiKS im. Karola Małcużyńskiego w dziedzinie varsavianów. Publikacje wydane przez Skarpę Warszawską otrzymywały też nominacje do Nagrody m.st. Warszawy i Nagrody Wielkiego Kalibru Międzynarodowego Festiwalu Kryminału we Wrocławiu.
Od 2017 Agencja Wydawniczo-Reklamowa Skarpa Warszawska organizuje Warszawski Festiwal Kryminału, w czasie którego wręczane są nagrody ZŁOTY POCISK. Kapituła pod przewodnictwem profesora Tadeusza Cegielskiego przyznaje nagrody w kategoriach: Najlepsza polska powieść kryminalna, Najlepsza zagraniczna powieść kryminalna i Najlepszy polski kryminał historyczny. Przyznawana jest również Nagroda publiczności.

## Autorzy
Wśród twórców, których dzieła publikowano nakładem wydawnictwa, byli m.in.: Marcin Ciszewski, Edyta Świętek, Jarosław Molenda, Aleksander Rogoziński, Magda Stachula, Krzysztof Bochus, Gabriela Gargaś, Agnieszka Lis, Stefan Szczepłek, Marek Teler, Joanna Jax, Piotr Langenfeld, Katarzyna Puzyńska, Robert Foryś, Barbara Wicher, Remigiusz Mróz, Maria Ulatowska, Katarzyna Berenika Miszczuk, Agnieszka Lingas-Łoniewska, Michał Wójcik i Emilia Szelest.